# Чермошной (Фатежский район)
Чермошной — посёлок в Фатежском районе Курской области России. Административный центр Банинского сельсовета.

## География
Посёлок находится в бассейне реки Усожа (левый и самый крупный приток Свапы), в 104 км от российско-украинской границы, в 49 км к северо-западу от Курска, в 4 км к северу от районного центра — города Фатеж.
Климат
Чермошной, как и весь район, расположен в поясе умеренно континентального климата с тёплым летом и относительно тёплой зимой (Dfb в классификации Кёппена).
Часовой пояс
Посёлок Чермошной, как и вся Курская область, находится в часовой зоне МСК (московское время). Смещение применяемого времени относительно UTC составляет +3:00.

## Население
| 2002 | 2010 |
| ---- | ---- |
| 309  | ↘286 |

## Инфраструктура
Личное подсобное хозяйство. В посёлке 67 домов.

## Транспорт
Чермошной находится на автодорогe федерального значения М2 «Крым» (Москва — Тула — Орёл — Курск — Белгород — граница с Украиной) как часть европейского маршрута E105, в 3 км от автодороги регионального значения 38К-038 (Фатеж — Дмитриев), на автодорогe межмуниципального значения 38Н-233 (М-2 «Крым» — 1-е Банино), в 30 км от ближайшей ж/д станции Возы (линия Орёл — Курск). Остановка общественного транспорта.
В 170 км от аэропорта имени В. Г. Шухова (недалеко от Белгорода).